# Europarlamentari della Bulgaria della VI legislatura
Gli europarlamentari della Bulgaria della VI legislatura, eletti in occasione delle elezioni europee del 2007, furono i seguenti.

## Composizione storica
| Europarlamentare         | Lista                                                           | Gruppo |
| ------------------------ | --------------------------------------------------------------- | ------ |
| Mariela Velichkova Baeva | Movimento per i Diritti e le Libertà                            | ALDE   |
| Slavi Binev              | Unione Nazionale Attacco                                        | ITS    |
| Desislav Chukolov        | Unione Nazionale Attacco                                        | ITS    |
| Filiz Hyusmenova         | Movimento per i Diritti e le Libertà                            | ALDE   |
| Iliana Iotova            | Partito Socialista Bulgaro (Piattaforma dei Socialisti Europei) | PSE    |
| Rumiana Jeleva           | Cittadini per lo Sviluppo Europeo della Bulgaria                | PPE-DE |
| Metin Kazak              | Movimento per i Diritti e le Libertà                            | ALDE   |
| Evgeni Kirilov           | Partito Socialista Bulgaro                                      | PSE    |
| Marusya Lyubcheva        | Partito Socialista Bulgaro                                      | PSE    |
| Nickolay Mladenov        | Cittadini per lo Sviluppo Europeo della Bulgaria                | PPE-DE |
| Vladko Todorov Panayotov | Movimento per i Diritti e le Libertà                            | ALDE   |
| Atanas Paparizov         | Partito Socialista Bulgaro                                      | PSE    |
| Bilyana Ilieva Raeva     | Movimento Nazionale Simeone Secondo                             | ALDE   |
| Petya Stavreva           | Cittadini per lo Sviluppo Europeo della Bulgaria                | PPE-DE |
| Dimitar Stoyanov         | Unione Nazionale Attacco                                        | ITS    |
| Vladimir Urutchev        | Cittadini per lo Sviluppo Europeo della Bulgaria                | PPE-DE |
| Kristian Vigenin         | Partito Socialista Bulgaro                                      | PSE    |
| Dushana Zdravkova        | Cittadini per lo Sviluppo Europeo della Bulgaria                | PPE-DE |

## Modifiche intervenute

### Modifiche nella composizione dei gruppi
- In data 14.11.2007 gli europarlamentari di Unione Nazionale Attacco, a seguito dello scioglimento del gruppo ITS, aderiscono al gruppo dei Non iscritti.